# André Noyelle
André Alfons Noyelle (ur. 29 listopada 1931 w Ypres, zm. 4 lutego 2003 w Poperinge) – belgijski kolarz szosowy, dwukrotny mistrz olimpijski oraz wicemistrz świata.

## Kariera
Największe sukcesy w karierze André Noyelle osiągnął w 1952 roku kiedy zdobył trzy medale na międzynarodowych imprezach. Na początku sierpnia wystąpił na igrzyskach olimpijskich w Helsinkach, gdzie zdobył złoto indywidualnie, wyprzedzając swego rodaka Roberta Grondelaersa i Niemca Ediego Zieglera. Ponadto wspólnie z Grondelaersem i Lucienem Victorem zdobył również złoto w klasyfikacji drużynowej. Parę tygodni później wziął udział w mistrzostwach świata w Luksemburgu, gdzie indywidualnie zajął drugie miejsce, przegrywając jedynie z Włochem Luciano Ciancolą. W tymże roku został też mistrzem Belgii. W 1959 zwyciężył w GP Fourmies i był trzeci w Paryż-Tours; w 1961 trzeci w Mistrzostwach Zurychu, E3 Prijs Vlaanderen i Kuurne-Bruksela-Kuurne, a w 1964 drugi w GP Jef Scherens. Startował w profesjonalnym peletonie w latach 1953–1966.

## Najważniejsze zwycięstwa
- 1952 – dwukrotne zwycięstwo na igrzyskach olimpijskich (indywidualnie i drużynowo), wicemistrzostwo świata
- 1959 – GP Fourmies
- 1964 – GP Pino Cerami